# 묑스테르 (치즈)
묑스테르(프랑스어: munster)는 프랑스의 소젖 치즈이다. 묑스테르를 비롯한 알자스 지방의 보주산맥 지역에서 생산한다. 묑스테르제로메(영어: munster-géromé)라고도 부르며, 현지에서는 민슈터르카스(알자스어: minschterkaas)라고도 부른다. 연질 치즈의 일종으로, 표면에는 흰 가루가 덮여 있다. 향미가 강렬하고 진하다.

## 같이 보기
- 에푸아스
- 카수 마르추